# Margites sulcifrons
Margites sulcifrons är en skalbaggsart som beskrevs av Jordan 1903. Margites sulcifrons ingår i släktet Margites och familjen långhorningar.
Artens utbredningsområde är Angola. Inga underarter finns listade i Catalogue of Life.